# Desarrollo de un poliedro

Desarrollo de un dodecaedro regular

Los nueve desarrollos de las seis caras de un cubo

En geometría, el desarrollo de un poliedro es una disposición de aristas que forman polígonos sobre un mismo plano, de forma que no se superponen y que se pueden plegar (por sus aristas) para convertirse en las caras del poliedro. Son una útil herramienta para el estudio de los poliedros y de la geometría del espacio en general, ya que permiten construir modelos físicos de poliedros con materiales tan simples como una cartulina.
Un ejemplo temprano de desarrollos de poliedros aparece en las obras de Alberto Durero, cuyo libro de 1525 Un curso en el arte de la medición con compás y regla (Unterweysung der Messung mit dem Zyrkel und Rychtscheyd) incluía el despliegue de los sólidos platónicos y de varios de los sólidos arquimedianos. Estas construcciones fueron mencionadas con nombre propio por primera vez en 1543 por Augustin Hirschvogel.

## Existencia y unicidad
Pueden existir muchos desarrollos diferentes para un poliedro dado, dependiendo de la elección de qué bordes se unen y cuáles se separan. Los bordes que se cortan de un poliedro convexo para formar un desarrollo deben formar un árbol de expansión del poliedro, pero cortar algunos árboles de expansión puede hacer que el poliedro se solape cuando se despliega, en lugar de formar un desarrollo correcto. A la inversa, un desarrollo dado puede plegarse en más de un poliedro convexo diferente, según los ángulos en los que se doblan sus bordes y la elección de qué bordes unir. Si se da un desarrollo junto con un patrón para pegar sus bordes, tal que cada vértice de la forma resultante tenga defecto angular positivo y tal que la suma de estos defectos sea exactamente 4Π, entonces necesariamente existe exactamente un único poliedro correspondiente al desarrollo dado, de acuerdo con el teorema de unicidad de Aleksándrov. Sin embargo, el poliedro formado de esta manera puede tener caras diferentes a las especificadas como parte del desarrollo: algunos de los polígonos del desarrollo pueden tener pliegues a través de ellos y algunos de los bordes entre los polígonos del desarrollo pueden permanecer desplegados. Además, el mismo desarrollo puede tener varios patrones de pegado válidos, lo que da lugar a diferentes poliedros plegados.
En 1975, G. C. Shephard se preguntó si cada poliedro convexo tiene al menos un desarrollo o un despliegue sin intersecciones de sus aristas. Esta pregunta, que también se conoce como la conjetura de Durero, o el problema de desarrollo de Durero, sigue sin respuesta. Existen poliedros no convexos que carecen de desarrollo, aunque se sabe que es posible subdividir las caras de todo poliedro convexo (por ejemplo en un lugar de corte) de modo que el cada uno de los elementos del conjunto de caras subdivididas tenga un desarrollo. En 2014 Mohammad Ghomi demostró que todo poliedro convexo admite un desarrollo tras aplicarle una transformación afín. Además, en 2019 Barvinok y Ghomi demostraron que una generalización de la conjetura de Durero falla para las "pseudoaristas", es decir, un desarrollo de líneas geodésicas que conectan los vértices del poliedro y forman un gráfico con caras convexas.

Despliegue de un dodecaedro regular

Una pregunta abierta relacionada, formula la cuestión de si cada desarrollo de un poliedro convexo posee un despliegue, es decir, un movimiento continuo que no se corta a sí mismo desde su estado plano hasta su estado plegado y que mantiene cada cara plana durante todo el movimiento.

## Ruta más corta
El recorrido más corto sobre la superficie entre dos puntos en la superficie de un poliedro corresponde a una línea recta sobre un desarrollo adecuado para el subconjunto de caras atravesadas por el recorrido. El desarrollo tiene que ser tal que la línea recta quede completamente dentro de su interior, y es posible que deban considerarse varios desarrollos distintos para determinar cuál de ellos da el camino más corto. Por ejemplo, en el caso de un cubo, si los puntos están en caras adyacentes, un candidato para el camino más corto es aquel que cruza la arista común. El camino más corto de este tipo se encuentra usando un desarrollo donde las dos caras también son adyacentes. Otros candidatos para el camino más corto son a través de la superficie de una tercera cara adyacente a ambas (de las cuales hay dos), y se pueden usar desarrollos correspondientes para encontrar el camino más corto en cada categoría.
El problema de la araña y la mosca es un rompecabezas de matemática recreativa que consiste en encontrar el camino más corto entre dos puntos en un paralelepípedo.

## Desarrollos de politopos de dimensiones superiores

La cruz de Dalí, uno de los 261 desarrollos posibles del teseracto

Un desarrollo de un polícoro, un politopo de cuatro dimensiones, está compuesto por celdas poliédricas que están conectados por sus caras, de manera que todas se localizan en el mismo espacio tridimensional (de forma análoga a las caras del desarrollo poligonal de un poliedro, que están conectadas por sus aristas y todas están situadas en el mismo plano). El desarrollo del teseracto, el hipercubo de cuatro dimensiones, se usa de manera destacad en una pintura de Salvador Dalí titulada Crucifixión (1954). El mismo desarrollo del teseracto ocupa un lugar central en la trama del cuento "—And He Built a Crooked House—" de Robert A. Heinlein.
El número de desarrollos distintos de un hipercubo {\displaystyle n}-dimensional se puede encontrar combinatoriamente representándolos como un árbol de {\displaystyle 2n} nodos que describen el patrón mediante el cual los pares de caras del hipercubo se pegan para formar un desarrollo, junto con un emparejamiento perfecto en el grafo complemento del árbol que describe los pares de caras que se oponen entre sí en el hipercubo plegado. Usando esta representación, el número de despliegues diferentes para hipercubos de dimensiones 2, 3, 4, ... se han determinado como:
1, 11, 261, 9694, 502110, 33064966, 2642657228, ...